# Stefanie Dvorak

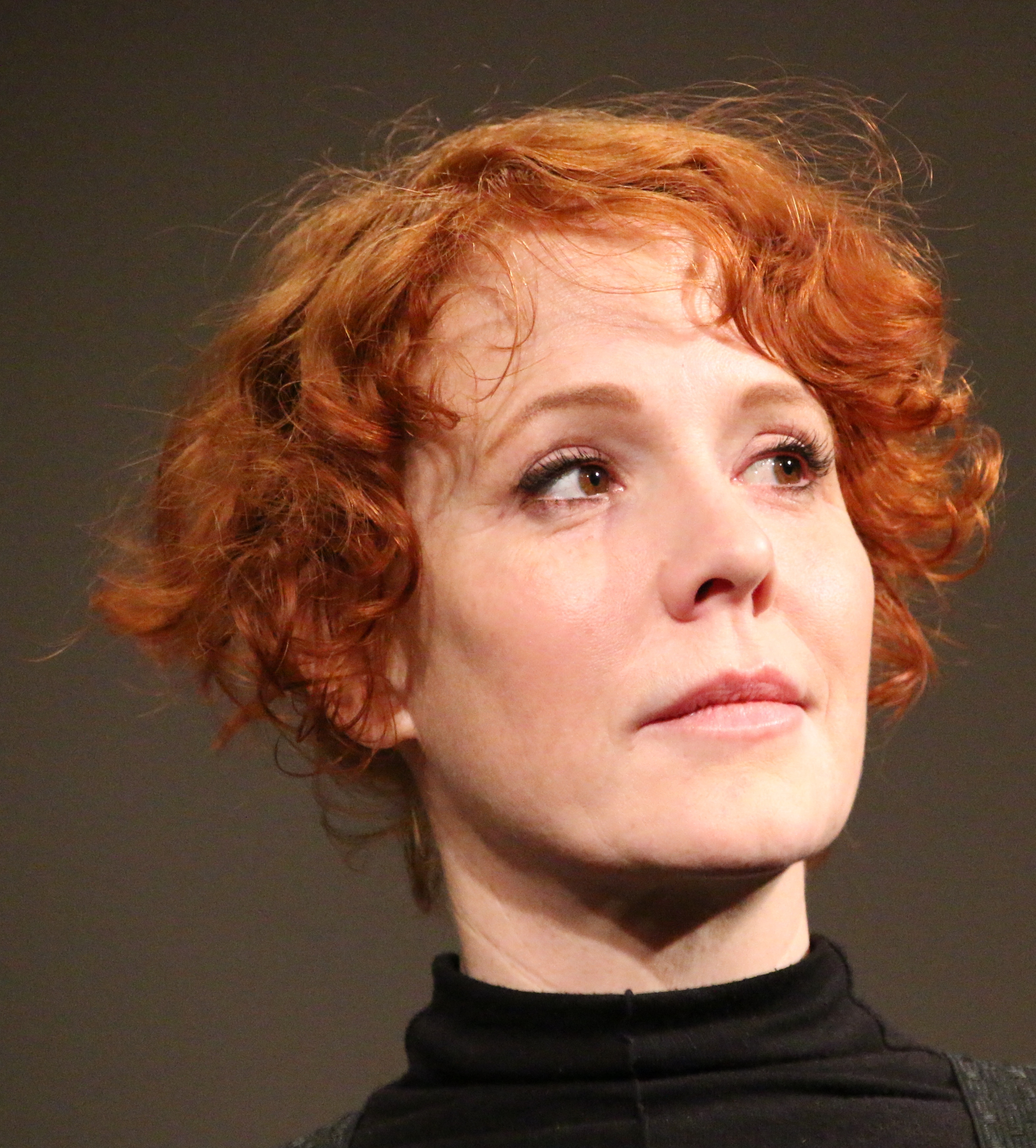
Stefanie Dvorak am 30. Jänner 2020 bei der Gedenkveranstaltung der Perspektive Mauthausen

Stefanie Dvorak (* 8. Jänner 1975 in Graz) ist eine österreichische Schauspielerin.

## Leben
Dvorak erhielt von 1995 bis 1999 eine schauspielerische Ausbildung am Max Reinhardt Seminar in Wien Sie spricht neben Deutsch noch Englisch und Italienisch. Seit Mai 1999 ist sie Ensemblemitglied am Wiener Burgtheater.

## Filmografie (Auswahl)
- 1998, 2000, 2001: Kommissar Rex (TV-Serie)
- 2000: Edelweiss (TV)
- 2003–2004: Trautmann (Folgen Lebenslänglich und Das Spiel ist aus) (TV-Serie)
- 2005: 45 heaven (TV)
- 2005: Nitro
- 2005, 2021: SOKO Donau (TV)
- 2006: Feine Dame (TV)
- 2006: Rudolf (TV)
- 2007: Die Geschworene (TV)
- 2007: 42plus
- 2007: Darum
- 2008: Falco – Verdammt, wir leben noch!
- 2008: Die Liebe ein Traum (TV)
- 2010: Eine Couch für alle (TV)
- 2010: Die Mutprobe (TV)
- 2010: Spanien
- 2010: Seine Mutter und ich
- 2010: Furcht und Zittern
- 2010: 3faltig
- 2011: Schnell ermittelt (TV)
- 2011: Vatertag (TV)
- 2011: Tatort: Ausgelöscht (TV-Reihe)
- 2012: Blackstory (Kurzfilm)
- 2012: Tatort: Falsch verpackt (TV-Reihe)
- 2013: Tatort: Zwischen den Fronten
- 2014: Tatort: Abgründe
- 2014: Clara Immerwahr (Fernsehfilm)
- 2019: Walking on Sunshine (Fernsehserie)
- 2020: SOKO Kitzbühel (Fernsehserie, Folge: Ein neues Leben)
- 2022: Totenfrau (Fernsehserie)
- 2022: Landkrimi – Steirergeld (Fernsehreihe)

## Theater (Auswahl)
- 2000/2001 Alma – A Show Biz ans Ende von Joshua Sobol (Reserl, Dienstmädchen) – Regie: Paulus Manker
- 2005 Hunt oder Der totale Februar von Franzobel (Maria, Freundin des Schutzbundführers Ferdinand Fageth})
- 2013 Reichenau: Madame Bovary von Gustave Flaubert (Emma Bovary) – Regie: Nicolaus Hagg
- 2016 Reichenau: Die Katze auf dem heißen Blechdach von Tennessee Williams (Maggie) – Regie: Beverly Blankenship

Burgtheater:
- 2009 Wandlungen einer Ehe von Sándor Márai (Judit) – Regie: Rudolf Frey
- 2011 Professor Bernhardi von Arthur Schnitzler (Ludmilla, Krankenschwester) – Regie: Dieter Giesing
- 2011 Das weite Land von Arthur Schnitzler (Adele Natter) – Regie: Alvis Hermanis
- 2014 Der böse Geist Lumpacivagabundus von Johann Nestroy (Brillantine, Sepherl, Peppi, Laura) – Regie: Matthias Hartmann
- 2014 Die letzten Tage der Menschheit von Karl Kraus – Regie: Georg Schmiedleitner
- 2015 Die Präsidentinnen von Werner Schwab (Mariedl) – Regie: David Bösch